# Gheorghe Rizescu
Gheorghe Rizescu (născut în Comuna Rociu, Județul Argeș, fiul lui Badea și Niculina Rizescu)este un fost senator român în legislatura 1992-1996 ales în județul Argeș pe listele partidului FDSN. . În cadrul activității sale parlamentare, Gheorghe Rizescu a fost membru în comisia pentru administrație publică, organizarea teritoriului și protecția mediului precum și în comisia juridică de numiri, disciplină, imunități și validări. Senatorul Gheorghe Rizescu a fost un politician prolific, a contribuit din plin la afirmarea Județului Argeș în zona economică și nu numai. Prin proiectele de acte normative trecute și devenite legi, senatorul Fheorghe Rizescu a contribuit printre altele la: construcția dispensarului modern din Comuna sa natală, Rociu, la construirea Campusului Universitar din Pitești în locația (circului foamei) din zona Târgul din vale, a trecut prin Senat Proiectul de lege privind înființarea Judecătoriei din Topoloveni( președintele de ședință a Senatului era bunul său prieten senatorul țărănist, Radu Vasile), a ridicat la rang de Municipiu, orașul Curtea de Argeș, a trecut clădirea fostului Palat al Culturii din Pitești în patrimoniul Ministerului Justiției și s-a înființat aici Curtea de Apel Pitești, etc... Senatorul Gheorghe Rizescu, sub pseudonimul George Rizescu a scris celebra trilogie „SAGA LUI IGOR SALVACHE” , a scris peste treizeci de volume de literatură , proză scurtă și eseuri, fiind catalogat de critica de specialitate drept unul dintre cei mai influenți scriitori ai lumii postdecembriste..

## Legaturi externe
- Gheorghe Rizescu Arhivat în 22 august 2016, la Wayback Machine. la cdep.ro